# 議論領域
議論領域（ぎろんりょういき、英: domain of discourse, universe of discourse）は、演繹、特に一階述語論理で使われる用語である。量化子で扱われる実体の適切な集合を指す。
議論領域という用語は一般に、特定の議論で使われる項全体の集合を指す。特定の議論とはすなわち、任意の1つの関心領域での言語学的または意味論的項の集まりである。モデル理論的な意味論では、議論領域という用語は、モデルが基づく実体集合を指す。
データベースは組織の現実のある面をモデル化したものである。このような現実を便宜的に「議論領域」と呼ぶこともある。